# Cinco de Febrero, Motozintla
Cinco de Febrero är en ort i Mexiko.   Den ligger i kommunen Motozintla och delstaten Chiapas, i den sydöstra delen av landet, 800 km sydost om huvudstaden Mexico City. Cinco de Febrero ligger 859 meter över havet och antalet invånare är 175.
Terrängen runt Cinco de Febrero är kuperad västerut, men österut är den bergig. Runt Cinco de Febrero är det ganska tätbefolkat, med 78 invånare per kvadratkilometer. Närmaste större samhälle är Huixtla, 18,1 km söder om Cinco de Febrero. I omgivningarna runt Cinco de Febrero växer i huvudsak städsegrön lövskog.